# Sântimbru (Harghita)
Sântimbru (in ungherese Csíkszentimre) è un comune della Romania di 2 055 abitanti, ubicato nel distretto di Harghita, nella regione storica della Transilvania.
Il comune è formato dall'unione di 2 villaggi: Sântimbru e Sântimbru-Băi.
Sântimbru si è staccato nel 2004 dal comune di Sâncrăieni, divenendo comune autonomo.
La maggioranza della popolazione è di etnia Székely.